# Байи, Давид
Давид Байи (фр. David Bailly; 1584, Лейден — октябрь 1657, там же) — голландский художник золотого века Голландии.
Был сыном фламандского иммигранта, каллиграфа и художника Петера Байи. Рисованию учился у отца, а также у гравёра по меди Жака де Гейна. Затем его отдали в обучение живописи к Адриану Вербургу в Лейден.
С 1601 он работал у художника Корнелиса ван дер Воорта в Амстердаме. Был компаньоном в течение короткого периода в Гамбурге перед путешествием в Венецию и Рим. С 1608 по 1613 он путешествовал по Германии и Италии. На обратном пути он, вероятно, предложил свои услуги герцогу Брауншвейгскому. По возвращении в Голландию в 1613 году Байи специализировался на натюрмортах и портретах, особенно с использованием типичных символов недолговечной и преходящей природы человека (череп, цветок, свеча и т. п.).